# フィリピン国鉄2500形ディーゼル機関車
フィリピン国鉄2500形ディーゼル機関車（フィリピンこくてつ2500がたディーゼルきかんしゃ）は、1965年より運用されているフィリピン国鉄の電気式ディーゼル機関車である。

## 概要
ゼネラル・エレクトリックのGE U10Bディーゼル機関車を採用した。車両の老朽化に伴い、ほとんどの車両が廃車となっている。部品の製造終了のため、修理の際は休車状態の車両から部品取りが行われる。

## 諸元(テンプレート外)
- 車輪径(新製時): 1,000 mm
- ホイールベース: 2,180 mm
- エンジン形式: キャタピラー製 D398形